# 颱風艾拉 (1993年)
颱風艾拉（英語：Typhoon Ira，國際編號：9325，中國大陸編號：9331，聯合颱風警報中心：31W，菲律賓大氣地球物理和天文管理局：Husing）是1990年代唯一一個熱帶氣旋會令香港天文台在十一月發出三號強風信號，亦是自1972年颱風柏美娜後在十一月令香港發出三號強風信號，下一次令香港在十一月發出三號強風信號為2018年的超強颱風玉兔。

## 影響
英屬香港
當地懸掛最高風球信號： 三號強風信號
天文台於11月2日下午3時50分懸掛一號戒備信號，當時艾拉集結於香港之東南約700公里。當日下午大致多雲，吹和緩至清勁偏北風。翌日清晨偏東風增強，天文台於清晨4時10分改掛三號強風信號。整日持續多雲有雨。艾拉於下午5時左右最接近香港，當時位於香港之西南約250公里。天文台總部於一小時前錄得最低瞬時海平面氣壓1008.7百帕斯卡。隨着艾拉於陽江附近登陸，所以信號於11月5日凌晨12時35分除下。
與艾拉殘餘相關的大驟雨及雷暴於11月5日清晨影響香港，西部地區的雨勢特別大。在11月4日和5日，東涌錄得超過700毫米雨量。香港共發生80宗水浸事件及125宗山泥傾瀉事故。大雨令2人死亡，7人受傷，100多人被困洪水。部分房屋及農地被淹沒，主要集中在錦田，八鄉。而魚塘遭受的損失估計為75000元。在大嶼山的洪水造成許多道路嚴重損失。洪水也淹沒了水屯門抽水站，令長洲43萬居民幾天沒有食水供應。
艾拉亦導致中華航空605號班機事故，事件中大部分乘客逃過一劫，但23受輕傷須接受治療。機場被迫關閉6個多小時，影響約200班航班。
在艾拉吹襲期間，在荃灣及筲箕灣有棚架倒塌，壓毀數輛汽車。中環至尖沙咀和離島的渡輪服務一度停航。

## 熱帶氣旋信號使用記錄
| 皇家香港天文台 熱帶氣旋警告信號 | 皇家香港天文台 熱帶氣旋警告信號 | 皇家香港天文台 熱帶氣旋警告信號 |
| ------------------------------- | ------------------------------- | ------------------------------- |
| 上一熱帶氣旋                    | 一號戒備信號                    | 下一熱帶氣旋                    |
| 強烈熱帶風暴貝姬                | 一號戒備信號                    | 強烈熱帶風暴羅斯                |
| 颱風黛蒂                        | 三號強風信號                    | 強烈熱帶風暴羅斯                |